# Catarrhe
Pour les articles ayant des titres homophones, voir Cathare et Qatar.

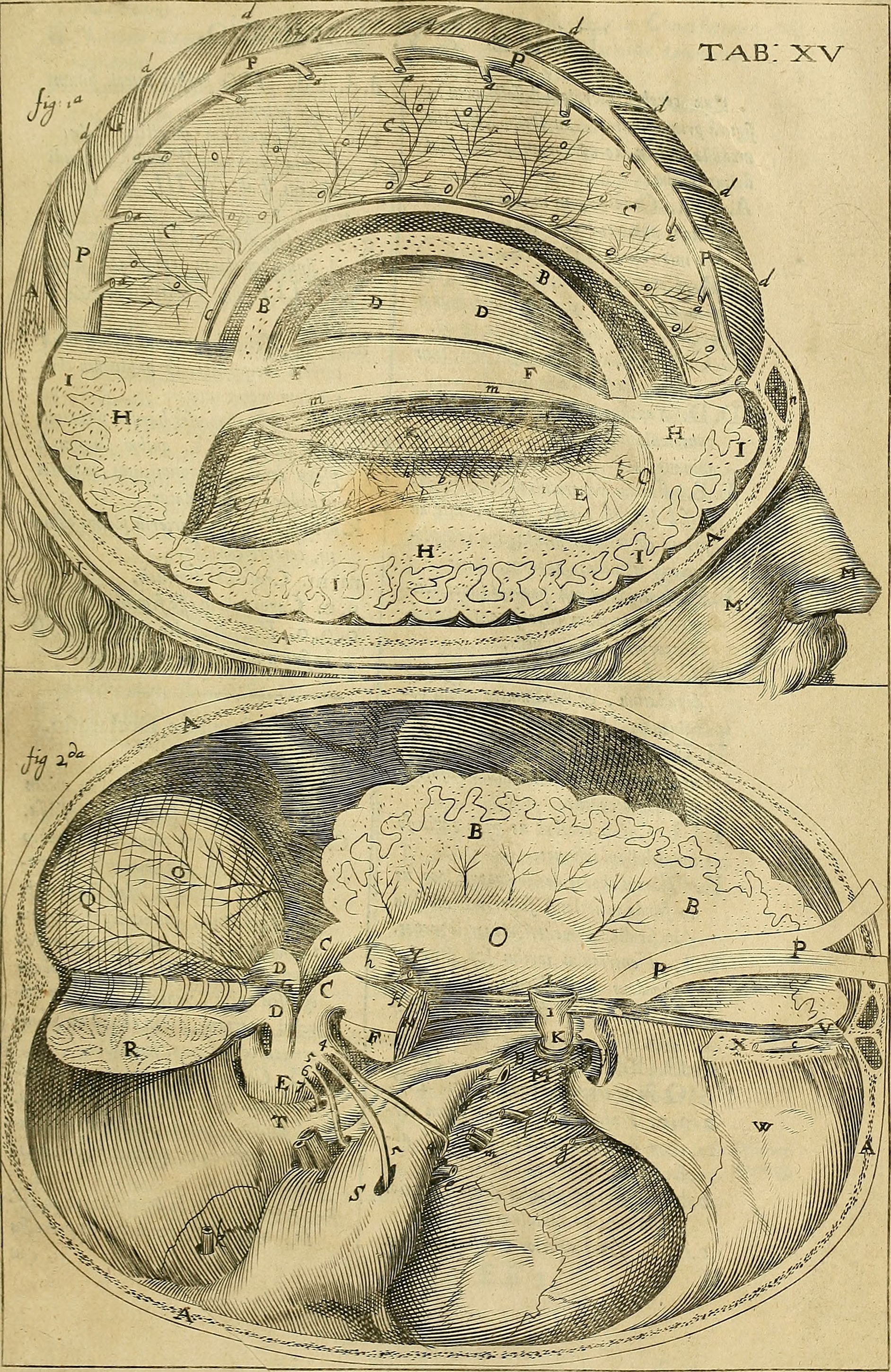
Nathaniel Highmore Corporis humani disquisitio anatomica - in qua sanguinis circulationem in quavis corporis particula plurimis typis novis (1651) X - Os Cribrofum cum nervo Olfactotio. Lame criblée de l'ethmoïde, dans la théorie catarrhale, un des lieux de passage supposés de l'écoulement pituitaire antique vers le bas.

Un catarrhe est une Inflammation et hypersécrétion des muqueuses, particulièrement des voies respiratoires. Le mot est tombé en désuétude mais il a un riche passé, hérité de l'Antiquité.
Il désignait un flux descendant des humeurs depuis le cerveau, premièrement vers le nasopharynx, où il pouvait provoquer le « rhume de cerveau ». Cette théorie dite « catarrhale » est progressivement abandonnée après le De catarrhis de Conrad Victor Schneider de 1660-64.
On retrouve encore fréquemment le terme sous forme adjectivale dans l'expression « fièvre catarrhale », qui pouvait auparavant désigner la grippe, mais aujourd'hui désigne une maladie virale touchant principalement les ovins. Le « catarrhe des gourmes » est l'irritation des voies aériennes supérieures par les larves d’ankylostomes lors d'une ankylostomose.
Le mot catarrhe est à la fin du XIXe siècle devenu à peu près synonyme d'inflammation de toute membrane muqueuse. Le CNTRL lui donne aujourd'hui la définition d'« Inflammation et hypersécrétion des muqueuses, particulièrement des voies respiratoires ». Le mot « catarrhe » n’est plus aussi largement utilisé dans la pratique médicale, principalement parce que des mots plus précis sont disponibles pour chaque maladie particulière.

## Étymologie
Catarrhe est un mot grec composé du préfixe κατά / katá qui marque une direction vers le bas, et de ῥέω / rhéô, « couler ». La racine du verbe ῥέω est souvent présente dans les mots que la langue grecque associe à l'eau, aux courants, aux torrents et aux cours d'eau. Le mot « catarrhe » a une signification principalement physiologique mais aussi pathologique. Il a souvent servi à désigner la rhinorrhée occasionnée par un rhume ou le rhume lui-même. C'est un synonyme de ῥεῦμα / rheuma, qui peut signifier un flux d'eau, et l'écoulement d'autres liquides, voire celui des humeurs, et du mot latin fluxio, les fluxions,. Le terme κατάρρους («catarrhe»), peu courant à l'époque de Platon, se retrouve dans le Corpus hippocratique, et plus précisément dans les traités des Airs, des Eaux, des Lieux, des Épidémies et de la Maladie sacrée, . Une médecine étymologiste aurait existé du temps de Platon qui associe communément le verbe ῥέω au rhume.
Les diverses sécrétions venant des yeux (larmes et conjonctivites), des oreilles, de la bouche et des narines (mucus) ont contribué à forger l’idée que le cerveau constituait l’origine de ces flux. D'après Hippocrate partaient du cerveau sept catarrhes qui avaient une signification physiologique et pouvaient déterminer la maladie dans les oreilles, les yeux, les narines, le larynx, le pharynx et par les veines, la moelle épinière et les hanches. Les catarrhes étaient déterminés généralement par le phlegme (φλέγμα / phlegma) ou pituite (du latin pituita), l'une des quatre humeurs, qui mis en mouvement dans la tète, coulait vers le bas en abondance.
Hippocrate considérait comme évident que l'on puisse évacuer à volonté l'une des quatre humeurs constitutives de la nature de l'homme. Cela se faisait par la purge, la saignée, la catharsis (d'étymologie distincte de catarrhe), la diurèse et d'autres façons.
La tradition ultérieure de l'époque hellénistique et romaine a repris cette théorie et du temps de Rome a substitué des mots latins quelquefois dérivés du grec. La forme la plus simple de catarrhe est le rhume : Cicéron utilise le mot gravedo ; ainsi que Celsus; pour les rhumes courants, il utilise le mot destillatio (De Medicina L.I. 5.). Le mot Κόρυζα apparaît chez Caelius Aurelianus (Acutarurn passionum. Lib. II. Cap. 17)  : ad nares catarrhus, quem vocant coryzan.On retrouve dans les synonymes defluxio (Alex. Trall.). influxio (Cel. Aurel.), fluxio, fluxus, catarrhus, fluxion. Les exemples latin du Thesaurus Linguae Latinae montrent que le mot catarrhus ne sert pas seulement à exprimer l'idée d'écoulement d'humeur sortant du nez, mais encore le rhume de poitrine.
Isidore de Séville (560-636) dans les Etymologiae de 625, Liber IV, De Medicina :

« Catarrhus est fluor reumae iugis ex naribus, quae dum ad fauces venerit, βράγχος vocatur; dum ad thoracem vel pulmonem, πτύσις dicitur. Coryza est quotiens infusio capitis in ossa venerit narium, et provocationem fecerit cum sternutatione; unde et coryza nomen accepit. Branchos est praefocatio faucium a frigido humore. Graeci enim guttur βράγχος dicunt, circa quem fauces sunt, quas nos corrupte brancias dicimus. Raucedo amputatio vocis. Haec et arteriasis vocatur, eo quod vocem raucam et clausam reddat ab arteriarum iniuria. Suspirium nomen sumpsit, quia inspirationis difficultas est, quam Graeci δύσπνοιαν dicunt, id est praefocationem. Peripleumonia a pulmonibus nomen accepit. Est enim pulmonis tumor cum spumarum sanguinearum effusione. »

Même après la résurgence de la science en Occident, les écrivains médicaux du XVIe siècle, pour la plupart adeptes de Galien, s’en sont tenus aux définitions d’Hippocrate et de Galien. Le mot « catarrhe » est resté dans la langue littéraire de France. Il ne paraît pas avoir été très populaire dans les dialectes ; cependant il est cité par Frédéric Mistral, « catarri » désignant outre le catarrhe, une maladie des agneaux qui se manifeste par des convulsions épileptiques. En ancien français à côté de la forme savante « catarrhe », une forme mi savante « catherre » a aussi pris la valeur d'apoplexie, etc.
L'expression de « rhume de cerveau » sous laquelle était et est encore quelquefois appelée la forme la plus commune du rhume (ou coryza), et même l'expression « rhume », rappelle l'erreur des auteurs anciens qui croyaient que les liquides épanchés dans ces conditions provenaient des enveloppes du cerveau.
Le mot « catarrh » en anglais provient du moyen français ou du latin tardif « catarrhe » du XVe siècle. L'Oxford English Dictionary évoque une traduction par Thomas Bowes (en) de Pierre de La Primaudaye (1594).

## Histoire
En 1610, l'étiologie des catarrhes et leurs pathogenèse sont estimés de cette manière, par François de Fougerolles, dans son De senum affectibus praecavendis, nonnullisque curandis enarratio : Le catarrhe se développe à partir d'une accumulation de mucosités brutes dans la tête résultant d'une altération d'une ou plusieurs facultés naturelles (excréments), généralement la digestion ou l'excrétion. Le froid extérieur notamment, mais aussi la chaleur excessive, empêchent le cerveau, au départ froid et humide (ceci renvoie aux quatre qualités élémentaires), d'assimiler adéquatement les humeurs qui y affluent. De plus, le catarrhe se développe à partir des vapeurs qui s'élèvent des humeurs chaudes des organes viscéraux et se condensent dans le cerveau (affirmation d'Aristote). Depuis le cerveau, les mucosités s'écoulent par des ouvertures (il s'agit des ouvertures supposées entre l'encéphale et le nasopharynx et que l'on s'emploie toujours à cette époque à chercher, cette théorie est infirmée par Conrad Victor Schneider dès 1655,), d'où le nom de catarrhus (dont l'étymologie indique qu'il s'agit d'un écoulement vers le bas), d'abord dans le nez et la bouche. Par la gorge, il atteint ensuite le tube digestif, dont la chaleur peut parfois provoquer une nouvelle évaporation du liquide en direction du cerveau, les poumons et l'aorte. De par son mode de propagation, le catarrhe est à l'origine de nombreux troubles pulmonaires et respiratoires ainsi que de problèmes digestifs, et il est indirectement responsable de maladies systémiques comme les tremblements, la paralysie, la fièvre, l'atonie, l'atrophie, la cachexie et l'arthrite. Les mucosités peuvent également obstruer les ouvertures des ventricules dans le cerveau lui-même et devenir ainsi une cause essentielle d'apoplexie, d'épilepsie et de catalepsie. De même Jérôme Accoramboni au XVe siècle regardait un grand nombre de maladies dans toutes les parties du corps comme des catarrhes, dans la mesure où il les fait naître par le drainage du cerveau. Il en tire non seulement diverses maladies de l'estomac, mais aussi des douleurs, des abcès et des excoriations dans les intestins et diverses douleurs articulaires ; et Accoramboni finalement de penser qu'il serait difficile de trouver dans le corps humain un membre qui ne puisse souffrir d'écoulements de cathares depuis le cerveau,.
Alors que Schneider en 1655 s'applique à anéantir la théorie catarrhale, il explique dans son cinquième tome du De catarrhis de 1662, sept catarrhes Oculorum, Aurium, Narium, Pulmonis, Stomachi, Medulla Spinalis, Sanguinis (yeux, oreilles, nez, poumon, estomac, moelle épinière et sang) ; cette nomenclature, avant tout de nature physiologique, a accompagné l'histoire de la médecine occidentale sur deux mille ans.
Mais cette théorie catarrhale ne pouvait disparaître instantanément, après le De catarrhis de Schneider, elle se raccroche un moment à la lymphe, en remplacement du phlegme : Olof Rudbeck (1630-1702) et Thomas Bartholin (1616-1680) avaient identifié le système lymphatique en 1653. Le terme « catarrhe » prend par la suite un tournant pathologique et adopte le sens général d'« inflammation », toutes les maladies caractérisées par leur suffixe en « -ite », à commencer par les bronchite, entérite et conjonctivite. Le rhume prend le nom de « coryza ». Le mot « catarrhe » n’est plus aussi largement utilisé dans la pratique médicale, principalement parce que des mots plus précis sont disponibles pour chaque maladie particulière.
Avant le XVIIIe siècle, le thème des catarrhes constitue une bibliographie importante de plusieurs centaines d'ouvrages,.

### Chez Hippocrate
Hippocrate (seconde moitié du Ve siècle av. J.-C., première moitié du VIe siècle av. J.-C.) compte le cerveau parmi les glandes, ou du moins l'assimile-t-il à ces organes, c'est ce qui apparait dans le Livre Sur les glandes (Περί αδένων) : le cerveau pompe le liquide dans toutes les parties du corps, et le renvoie à toutes les parties ; c'est le va-et-vient du phlegme (φλέγμα, ou pituite), important aussi pour la conservation de la santé. Si cette prétendue fonction ne s'exécute pas régulièrement, il naît deux sortes d'affections , les unes sur le cerveau, les autres sur le reste du corps. Dans le même sens, le cerveau, dans le livre Des Chairs (Περί σαρκών), est la métropole du froid et du visqueux. Du cerveau partent sept catarrhes qui causent de graves maladies: 

« Il produit des maladies et moindres et plus graves que les autres glandes ; et il les produit quand il envoie aux parties inférieures du corps sa surabondance. Les fluxions venant de la tête jusqu'à excrétion se font naturellement par les oreilles, par les yeux, par les narines, en voilà trois. D'autres arrivent par le palais au larynx, au pharynx; d'autres, par les veines, à la moelle épinière, aux hanches. En tout sept. »

Dans les Aphorismes (αφορισμοι) d'Hippocrate, portant sur les divers aspects de l’art médical, il existe des remarques sur les relations entre le climat et la santé (Aph. III, 1) ; les quatre saisons habituelles sont identifiées par les Grecs à cette époque, que l'on retrouve de manière quasi identique chez Hérodote, :
« Si le vent est du nord, il y a des toux, des maux de gorge » (Aph. III, 5) . La toux est désignée par βήξ, et les maux de gorge par φάρυγξ, qui va donner en latin « pharynx » , Hippocrate a coutume de nommer la partie elle-même pour désigner l'état de souffrance de celte partie; les écoulements de mucus sont désignés par « catarrhes » ; les catarrhes avec toux (κατάῤῥοοι βηχώδεες), on peut supposer les pneumonies, emportent les vieillards. « En automne, les maladies sont très aiguës et en général très meurtrières. Mais le printemps est très salubre et la mortalité n'y est pas considérable. » (Aph. III, 9) ; « si l'hiver est sec et boréal et le printemps pluvieux et austral, il surviendra nécessairement en été des fièvres aiguës, des ophtalmies et des dysenteries, surtout chez les femmes et chez les hommes dont la constitution est humide. » ; « Mais si l'hiver est austral, pluvieux et doux […], il survient des ophtalmies sèches et des dysenteries ; chez les vieillards, des catarrhes qui les enlèvent promptement.» (Aph. III, 12) ; « si l'été est sec et boréal et l'automne pluvieux et austral, en hiver il survient des céphalalgies, des toux, des enrouements, des coryzas, et chez quelques-uns des phtisies. » (Aph. III, 13) . Le rhume est désigné par Κόρυζα qui a donné en latin « coriza » et en français « coryza », un des noms scientifiques du rhume, jusqu'à la fin du XIXe siècle.
Les nombres quatre et sept ont des significations centrales chez Hippocrate. Dans le traité des Semaines, il y a division de l’année en sept saisons, de même qu’il y a sept âges de la vie ; mais dans les Aphorismes il y a quatre saisons et quatre âges de la vie,. Chalcidius consacre un assez long paragraphe aux propriétés du nombre sept.
La médecine d'Hippocrate et plus tard de Galien, qui la popularise, permettait de prévenir les maladies liées au catarrhe, par des régimes particuliers ou des purgatifs.

### Chez Aristote
Aristote (384 et mort en 322 av. J.-C.) influencé par l'école de Cos a opposé le cerveau au cœur : le cœur est le siège des fonctions de la sensibilité et d'intelligence, et est chaud par opposition au cerveau qui est froid et humide. Se méprenant sur la nature des fonctions cérébrales Aristote fait du cerveau un organe de refroidissement et d’humidification (cardiocentrisme (en)),. Aristote établit aussi une analogie avec la pluie : l'eau s'évapore et se condense dans la tête pour retomber en catarrhes.

### Chez Galien
Galien ne fait que développer les idées d'Hippocrate. Les méthodiste, voyaient dans cette affection les uns un état de strictum, les autres un état de laxum. Galien cherche l'origine du « catarrhe » dans le cerveau et l'attribue à l'influence du froid ou de la chaleur du soleil sur celui-ci. La crase (κρασία) galénique servait à définir le tempérament justement équilibré ; la santé se définissait comme le juste équilibre (εὐκρασία / eukrasia) et la maladie comme le déséquilibre (δυσκρασία / dyskrasía). La crase galénique est rarement, une crase des humeurs, mais une crase des qualités primaires : chaud, froid, sec et humide. Le produit de cette dyscrasie est un mucus acide et salé qui est, dit-on, la source de toutes les maladies catarrhales, auxquelles on peut leur donner divers noms selon les parties du corps où il afflue.
Galien va opposer le cérébrocentrisme au cardiocentrisme (en) d'Aristote : la pituite devient la partie excrémentielle du spiritus animalis, l'esprit animal dans les ventricules du cerveau. Cette conception totalement assumée par le monde médiéval dérive de la pneuma ou πνεΰμα ψυχικóv / pneuma psychikon antique,.
Galien (De usu partium Lib.9 Cap.3) et les savants jusqu'à la Renaissance ont donc cru que la pituite qui sortait des ventricules passait par l'infundibulum jusqu'à l'hypophyse et de la vers la gorge. Sous le cerveau, derrière le chiasma optique, se trouve une petite saillie creuse qui communique avec les ventricules, que tous les anatomistes connaissaient sous le nom d'infundibulum et que l'on appelle désormais « tige pituitaire » ; elle se termine par de la matière grise appelée glande pituitaire, soit l'hypophyse. Galien propose donc que la pituite sécrétée dans le système ventriculaire, coulait dans l'hypophyse, d'où elle était portée dans le nasopharynx par une quantité de petits conduits, à travers la selle turcique (selle turque) de l'os sphénoïde. Galien amené à se prononcer sur l'olfaction (De usu partium Lib.8 Cap.7) envisage également la lame criblée de l'ethmoïde comme lieu de passage de la pituite. 
Lorsque Vésale a confronté ses observations anatomiques à celles de Galien, il s'est aperçu que celles-ci étaient parsemées d'erreurs; et surtout que Galien n'avait pas pu faire ses observations sur base de dissections humaines, mais plutôt animales ; de l'opposition systématique de Vésale à Galien naîtront des débats enflammés entre anatomistes.

### Chez Avicenne

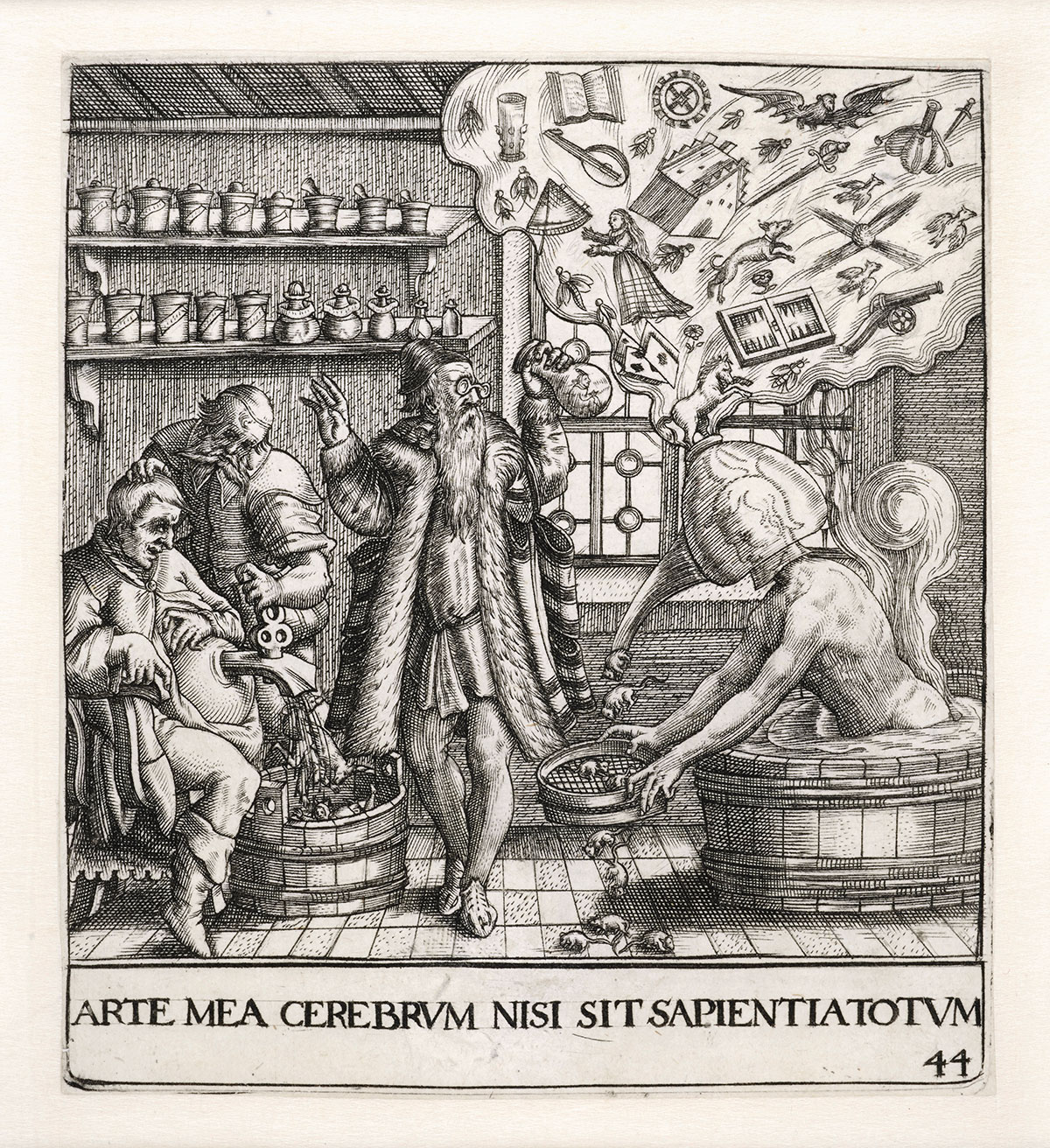
Johann Théodor de Bry, Arte mea cerebrum série des Emblemata, 44, eau-forte sur papier, 1596. parodiant selon toute vraisemblance l’explication paracelsienne du délire épileptique par « une humeur distillée dans la tête ».

Avicenne compare le catarrhe à une distillation dont l'estomac serait la cucurbite, la tête le chapiteau, et les narines et la bouche les conducteurs par lesquels l'humeur se distille. Pour Schneider, il ne fait pas de doute que les opérations de distillations effectuées par les chimistes viennent des catarrhes, tous les arts n'étant que de simples imitations de la nature, « il n'y a presque rien dans la nature que l'art ne laisse de côté pour l'imitation »,. 
L'art de la distillation s'est développé chez les Arabes, qui se sont occupés d'extraire des arômes et qui ont porté par la suite leurs procédés dans l'Occident médiéval. Le mot alambic, formé à partir de l'arabe se trouve leurs écrits antérieurs au dixième siècle.Des huiles essentielles à la quintessence il n'y a qu'un pas ; aux XIIIe et XIVe siècles siècles, sinon antérieurement chez les Arabes, l'idée d'une âme-quintessence se développe, héritée d'Aristote, une idée de l'âme proche du pneuma grec et du spiritus latin, qui aura son succès chez les alchimistes, et qui influencera probablement Descartes et la plupart des médecins de la seconde moitié du XVIIe siècle : « l’homme comme un alambic ou un assemblage d’alambics, un appareil à déphlegmer, à subtiliser et purifier la matière ingérée ou circulante ». Les comparant à l’esprit-de-vin et autres soufre, sel nitre ou mercure aérien, les iatrochimistes définissaient couramment les esprits animaux comme la quintessence du sang. Cette idée d'un homme alambic se retrouve dans certaines gravures de Johann Théodor de Bry, vers 1596.
Certains auteur, notamment William Heberden, dans son Commentarii de morborum historia et curatione (Cap. 24. De Destillatione.) de 1807, alors que les théories de Schneider sont acquises, ont par la suite quelquefois préféré le mot « distillation » au mot « catarrhe »,.

### La purge
Hippocrate considérait comme évident que l'on puisse évacuer à volonté l'une des quatre humeurs constitutives de la nature de l'homme, la pharmacopée hippocratique était dès lors très riche en remèdes purgatifs, diurétiques, vomitifs, expectorants, sternutatoires, etc.. Chez Hippocrate, l'éternuement (πταρμόν), associé à l’idée d’évacuation spontanée des humeurs, une « purge du cerveau », était synonyme de rétablissement de la santé. Un sternutatoire était destinés à être introduits dans le nez, et sa vertu consistait à produire l’éternuement. qui selon la théorie erronée des ancien était provoqué par l'irritation du cerveau. Les sternutatoires font partie des errhins, médicaments appliqués dans les cavités nasales pour augmenter la sécrétion des muqueuses nasales (ils sont appelés sternutatoires lorsqu'en plus de cet effet ils favorisent les éternuements). Ils font partie des anacatharses (ἀνακάθαρσις) dont la fonction est la purgation par le haut, et qui rassemblent les « émétiques, les sternutatoires, les errhines, les masticatoires, & les mercuriaux ». 
Possible détournement de leur usage médicinal, on estime qu'au Moyen Âge déjà, les milieux aristocratiques, pour « s'éclaircir les idées » ont commencé à faire usage de sternutatoires dans un but récréatif. En 1562, le tabac fut vendu par Jean Nicot à Catherine de Médicis, comme un remède, destiné à un usage médicinal en sternutatoire. Le tabac était alors recommandé pour toutes les maladies de la tête provoquées par le rhume (liés à la pituite) et sera aussitôt abusé. Jean-Baptiste Van Helmont (1579-1644), dans son Ortus medicinae (p. 426, son large chapitre consacré aux catarrhe, Catarrhi deliramenta) de 1648, renversant l'ontologie des catarrhe (le catarrhe est déconnecté du cerveau) peut affirmer prophétiquement :
« Intelligo itaque inprimis fruftraneas & nocuas eſſe, in his affectibus purgationum repetitiones:quippe quæ dumtaxat circa producta, non autem circa caufas inftituantur. »
« Je comprends donc que les répétitions de purgations dans ces affections sont avant tout infructueuses et nuisibles, car elles ne visent que les produits, mais non les causes. »
Dès 1655 Schneider démontre anatomiquement que la notion de flux issu du cerveau (catarrhorum) et avec elle la notion de traitement par purgation de la tête étaient falsifiées,:
« omnes quas catarrhorum vias finxit Hippocrates sunt falsae »
« toutes les voies de flux descendant inventées par Hippocrate sont fausses »
Les recommandations de Van Helmont sur la purgation seront ignorées, et Schneider ne fera que modifier les précautions d'emploi des sternutatoires : les poudres à usage interne et externe doivent être préparées très finement pour pouvoir être absorbées rapidement, mais les agents pour éternuements (errhina, sternutatoria) doivent être préparés grossièrement pour qu'ils restent uniquement sur la muqueuse inférieure du nez et ne pénètrent pas dans les sinus frontaux (sinus frontales).
La fin de la théorie catarrhale seconde moitié du XVIIe siècle signifie aussi la modification de la théorie des éternuements et aussi probablement la redéfinition de l'articulation de l'utilisation médicinale du tabac à la royauté.

### Renaissance
L’histoire des sciences, se limite trop souvent à l’évocation de quelques noms fameux. Pour la révolution scientifique entre les XVe et XVIIe siècle, sont cités presque toujours les contributions en physique de savants tels que Copernic (1473-1543), Galilée (1564-1642) et Newton (1643-1727) ; dans le domaine de l'anatomie et de la médecine, André Vésale (1514-1564) et Paracelse (1493-1541). Scientifique aujourd'hui méconnu, Schneider initie une révolution certes, mais c'est probablement de lutte fatiguée pour un débat qui durait depuis au moins Galien au IIe siècle. Les derniers combats acharnés qui veulent établir le lieu de passage de la pituite depuis le cerveau, ont encore eu lieu entre l'anatomiste André Vésale qui n'observait pas les trous décrits par Galien dans ses dissections, et Jacques Dubois (Jacques Sylvius) au XVIe siècle,. Il est possible que les derniers guerriers qui se sont opposés aux vues de Vésale, comme Jean Riolan mort en 1657, se sont éteint, laissant place à des médecins tourné vers l'avenir, et non plus vers une connaissance antique, dont tout le monde voulait se détourner. Même Gui Patin (1601-1672), docteur régent de la Faculté de médecine de Paris, pourtant réputé réfractaire à toutes nouveautés, se montre enthousiaste dès la parution en 1655 du Liber de Osse cribriformi, premiers ouvrages de Schneider avant le De catarrhis,,,. Schneider est responsable d'une rupture scientifique importante (la destruction de la théorie catarrhale) mais il n'en est pas pour autant devenu un nom qui a pu franchir les siècles aisément. En Allemagne il tombe dans un certain oubli au XIXe siècle, si bien que Karl Friedrich Heinrich Marx en 1873 s'est senti investi de la tâche de produire son Konrad Victor Schneider und die Katarrhe(réédité en 2023). Il commence son ouvrage de cette manière. « Étudier, c'est comme voyager ; la plupart se précipite rapidement vers son objectif, sans se soucier de ce qui n’est pas nécessaire ou ce qui ne mérite pas d’attention. Il est rare qu'un piéton, passe plus de temps à tel ou tel point ; Mais un voyageur curieux parvient aussi, dans le sens du voyage sentimental de Sterne, à apprendre peu de choses et à en faire prendre conscience aux autres ».
Chaque jours du XVIIe siècle, l'anatomie avait à apprendre sur l'homme et offrait des perspectives quasi illimitées de découvertes dans laquelle le siècle ne pouvait que s'engouffrer. En France si les théories de Harvey (1578–1657) sur la circulation sanguine, ou de Jean Pecquet (1622-1674) sur le système lymphatique ont encore suscité des levées de bouclier, il semble que les théories schneidériennes après quelques hésitations ont été assez bien acceptées, tant par l'École de Paris (Patin) plutôt galénique et tournée vers le passé, que par la médecine de cour, monopolisée par l'École de Montpellier, paracelsienne et plutôt tournée vers l'avenir ; alors qu'à la même époque ces deux école se déchiraient à propos de l'usage du vin émétique. Le mot catarrhe a progressivement pris le sens d'inflammation de toute membrane muqueuse, et un lent travail à commencé pour qualifier cette membrane muqueuse à la surface considérable, ce qui ne pourra véritablement se faire sans les développements du microscope, le travail de Albrecht von Haller (1708-1777) qui fait référence à Schneider, et celui de Xavier Bichat (1771-1802) qui s'en est affranchi, puis de l'histologie et de l'histopathologie moderne.

#### Débat sur le lieu de passage de la pituite
La médecine humorale antique est bousculée dès le XIVe siècle, aussi alimentée par la pensée religieuse. Les choses bougent véritablement à l'Université de Padoue, où Pietro d'Abano, philosophe et médecin a su s'assurer une position indépendante de l'université vis-à-vis de l'Église, et où Vésale va briller. Un débat intense a agité les milieux universitaires concernant le lieu du passage de la pituite, du cerveau vers le naso-pharynx auquel vont participer André Vésale (De humani corporis fabrica.lib.7. cap.II.), Realdo Colombo (De re anatomica, 1559), Gabriel Fallope (Observationes anatomicae, 1572), Juan Valverde de Amusco (en) (Historia de la composicion del cuerpo humano, 1556), Isbandis de Diemerbroeck (Opera omnia anatomica et medica, 1685), Jacques Dubois, Jean Riolan (Anthropographia, 1618), Caspar Hofmann, Giulio Cesare Casseri (Placentini de fabrica nasi, sect. 3. cap. 6), Franciscus de le Boë, Francisco Pozzi, André du Laurens, etc.; mais rien de définitif n'a été décidé.
Galien (De usu partium Lib.9 Cap.3) avait prétendu, que la pituite sécrétée dans le système ventriculaire coulait dans la glande pituitaire d'où elle était portée dans le nasopharynx par une quantité de petits conduits, à travers la selle turcique. Vésale a nié la perméabilité de la selle turcique et avancé que la pituite cérébrale s'éliminait par le foramen déchiré (Foramen lacerum). Isbandis de Diemerbroeck se rangeant à l'opinion de Galien s'est opposé de manière virulente à la proposition de Vésale. On retrouve le même soutien à Galien chez Dubois, Riolan, Hofmann, Casseri, de le Boë et Pozzi,. Ailleurs chez Galien qui s'occupe de comprendre l'olfaction (De usu partium Lib.8 Cap.7), c'est la lame criblée de l'ethmoïde qui est décrite comme lieu de passage de la pituite, équipée de trous juste assez larges pour livrer passage aux faisceaux de fibres nerveuses qui composent le nerf olfactif. Galien en accord avec Hippocrate suppose que l'os est spongieux et que la membrane qui recouvre la lame criblée est une passoire, et qu'elle livre passage par le nez à l’air et aux odeurs (l'organe de l'olfaction se trouve dans le cerveau, à l'intérieur des ventricules) ; cette fonction se fait à l'inspiration, mais à l'expiration se produit aussi l’évacuation de mucus depuis le cerveau. Schneider (De catarrhis. L. I. Sect. 2. Cap. 1) a fait remarquer que les foramens de l'os criblé (osse cribiformi) ne sont visibles que pour les corps réduit à l'état de squelette ; l'erreur des anciens serait venu du fait qu'ils observaient les cranes dans les cimetières, où les trous apparaissent.
Depuis son introduction en France, le tabac est utilisé dans des applications pharmaceutiques (et pseudo pharmaceutiques) en sternutatoire, et c'est devenu un élément naturel (voir intéressé) du discours médical. Le tabac en fumée ne jouit pas des mêmes grâces auprès de la profession. En 1626, la Tabacologia de Johann Neander, médecin et philosophe natif de Brême, reprend une epistola du professeur de dissection et de chirurgie de l'Université de Leyde, Adriaen van Valkenburg (ou Falkenburg ou Hadrianus Falckenburgius , 1581-1650), dont l'histoire a essentiellement retenu qu'il concevait (der Tabaksrauch könne durch Löcher zum Gehirn gelangen, die Geruchsnerven sollten hohl, die Herzscheidewand mit Poren versehen seyn.) que la fumée du tabac pouvait atteindre le cerveau par des ouvertures entre le cerveau et le nasopharynx ; et ce jusque « dans la propre substance du cerveau, »,,. Dans la Tabacologia de Neander, la question se posait de savoir « si par un trop long usage », une croute noirâtre pourrait être engendrée dans le cerveau par la pratique qui consiste à fumer le tabac. Valkenburg sur une vingtaine de page du traité de Neander, offre un résumer des connaissances anatomiques de l'époque sur le sujet, et notamment le lieu d'écoulement de la pituite (et dans l'autre sens de la fumée du tabac) entre le cerveau, le nez et la bouche. Valkenburg énumère principalement les ouvertures « cribriformes » de l'ethmoïde (la lame criblée de l'ethmoïde) ; mais il énumère aussi tout autre lieu de passage envisagé à cette époque. Il rappelle aussi le lieu de passage de la pituite par l'hypophyse suggéré par Galien au IIe siècle dans son De usu partium, preuve que les vues de Galien étaient toujours considérées.
Au XVIIe siècle, le idées hypothétiques sur le catarrhe ne pouvaient plus survivre à la lumière que les progrès de l'anatomie répandaient sur la théorie de la maladie. Jérôme Cardan (1501-1576), qui s'est libéré des entraves de la doctrine de Galien dans ses vues, avait déjà affirmé précédemment que l'écoulement du mucus du nez et de la bouche ne provenait pas toujours directement de la tête, mais que cette humidité se produisait très souvent également dans les mécanismes de sécrétion. de la gorge et du nez, des poumons et de l'estomac. Leonardo Botal (1530-1587) a mis en doute que les catarrhes qui surviennent dans une partie sous le cou proviennent du cerveau, et prouve sur des bases anatomiques que le liquide du cerveau, qui est supposé être la cause du catarrhe, ne peut atteindre ces parties d'aucune manière connue, ni par les veines, les artères, les nerfs ou d'autres espaces.
La théorie humorale antique, en ce qui concerne les catarrhes, a progressivement été réfutée d'abord par Jean-Baptiste Van Helmont (1579-1644) dans son Catarrhi deliramenta de 1648. Le premier défi efficace qui conduira au renversement de l'idée lancée deux mille ans plus tôt par Les maladies sacrées d'Hippocrate, que du mucus puisse résider dans les ventricules du cerveau, est venu de Schneider en 1655 et en 1660-1662 lorsque son ouvrage plus important, mais très fastidieux, De catarrhis est paru.

##### Ad fumus Tabaci crustam nigram in cerebro gignat?
Derrière les divers traités sur l'usage thérapeutique du tabac, un réflexe probablement voudrait voir la mainmise d'une industrie du tabac balbutiante, ou le pouvoir tutélaire d'une industrie pharmaceutique en puissance. C'est elles peut-être ce qui se cachent derrière les riches illustrations et l'impression soignée de la Tabacologia de Neander. En France, par une déclaration royale du 17 novembre 1629, le tabac est devenu une source de revenus pour la Couronne : l'engouement que suscite le tabac en fait un produit idéalement taxable, et le tabac est intégré à la liste des produits imposables. Mais le privilège royal de 1629 explique que déjà le tabac montre des effets délétères sur les sujets du Royaume : la Couronne brandit l'étendard sanitaire, tout en encaissant les dividendes de l'importation du tabac. Alors que la plantes avait été introduite de manière « honorable », comme plante médicinale, auprès de Catherine de Médicis, le tabac se retrouve détourné dans différentes utilisations socialement connotées, un usage en sternutatoire par l'aristocratie, et un usage en fumée parmi les classes moyennes et inférieures et les paysans. Son usage en fumée s'est aussi retrouvé dans des lieux réprouvés, comme l'annonce le Dictionnaire de Furetière de 1690, le Tabac est aussi un lieu de débauche,.

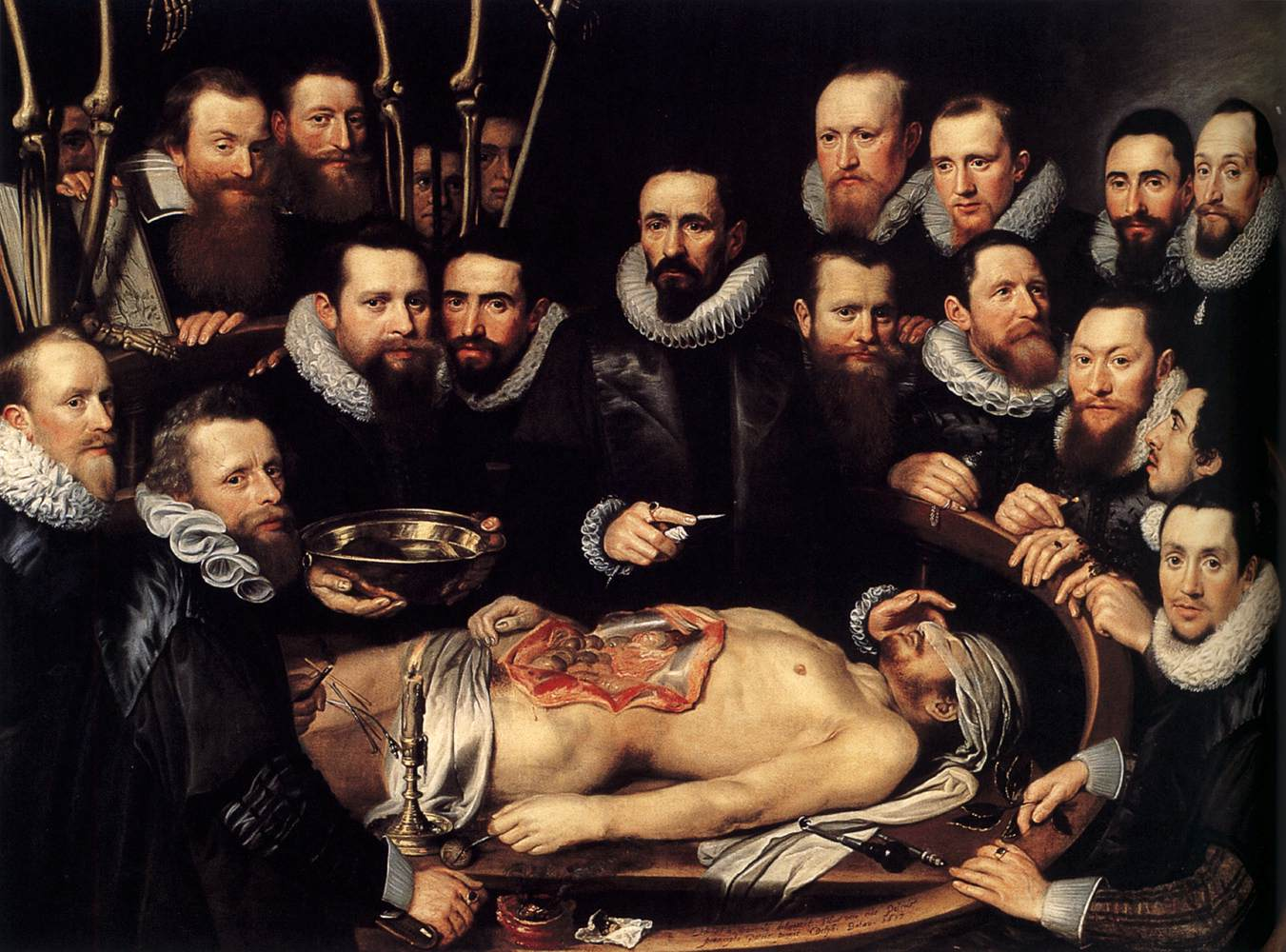
Michiel Jansz. van Mierevelt. Leçon d'anatomie du Dr. Willem van der Meer,1617.

L'usage du tabac suscite la méfiance et particulièrement ses usages récréatifs, son abus par rapport à un usage médical qui est toujours recommandé. Ainsi un certain de la Barre de Leyde, qui le compare en 1644 à l'ellébore et à l'opium, se montre critique par rapport à la prise de tabac en sternutatoire en dehors de sa prescription médicale, pratique censée purger le cerveau, c'est-à-dire le vider de sa pituite ; qu'en est-il des personnes saines qui en continuent la pratique? « C'est une manie d'esprit de dire qu'il purge la pituite, car quelle apparence de purger ceux qui sont en parfaite santé, comme sont les preneurs de Tabac » ; les fumées de tabac sont de plus incommodes pour le cerveau, et de la Barre d'argumenter selon l'affirmation des anatomistes, qui en ont vu le cerveau « tout corrompu et marqué de taches noires ».Le traité de Neander, on l'a vu, se consacre en partie à cette question épineuse, de savoir si le goudron du tabac en fumée pourrait imprégner le cerveau d'une couleur noirâtre (cette idée suggère un passage ouvert entre le nez et le cerveau). La question semble farfelue pour un lecteur du XXIe siècle; cependant elle témoigne d'un débat sérieux, qui embrasse tout le XVIIe siècle et sur lequel vont se pencher les cadors de la médecine et de l'anatomie,. Elle est en 1667 résumée par Johann Arnold Friderici (de) (1637-1672) et Adam Hahn (Adamus Hahn) dans leur Tabacologia sive de tabaco dissertatio : « Ad fumus Tabaci crustam nigram in cerebro gignat? » (« La fumée de tabac crée t-elle une croûte noire dans le cerveau ? »). À cette question, Pieter Pauw (P. Pavius Lugundum, 1564-1617), anatomiste de Leyde se démarque parmi les médecins affirmatifs sur le sujet ; il se vente d'avoir trouvé de telles croûtes chez un jeune sujet anatomique (ce qui fait de celui-ci — fumifugus celeberrimus — le fumeur le plus célèbre). Falckenburgius, s'est donc ajouté aux « pour », Parmi les « contre », il y a Johann Daniel Horst (de) (1616-1685), archiatre à Darmstadt, qui en 1660 cite Willem van der Meer (Guilielmus Van der Meer, 15..,1624) lui aussi « contre ». Adriaan Hoffer (Adrianus Hofferus Zirizaeus, 1589-1644) et Nathaniel Highmore (en) (1613-1685) dans son Corporis Humani Disquisitio Anatomica de 1651, donnent aussi leur avis. Il y a aussi dans les « pour », Caspar Hofmann en 1667; il cite Simon Paulli, médecin du Roi de Danemark, Christian IV, lui aussi « pour ». Furetière en 1690 reproduit le témoignage de Paulli : « Celui qu'on prend en fumée gâte le cerveau, et rend le crâne noir ». En 1761 Jean-Baptiste Morgagni, dans son De sedibus et causis morborum fait encore mention du débat en 1761.
Alors que Ole Worm (1588-1654) avait une vision bienveillante sur l'herbe, le médecin allemand Simon Paulli qui lui succède à la cour du Danemark, est devenu l'un des plus virulents détracteurs du tabac, ce qu'il manifeste dès 1648 dans sa Flora Danica ; il regardait toutefois d'un œil un peu plus doux le tabac à priser que le tabac à fumer. Paulli dédie son Commentarius de abusu Tabaci Americanorum veteri et herbae Thee Asiaticorum in Europa novo au médecin français Guy Patin (Guidoni Patino),. Ironiquement Patin, qui a multiplié les marques d'approbation pour les théories de Schneider, se trouve être l'objet d'une dédicace dans un ouvrage qui à des vues opposées. Comme l'indique le titre de son ouvrage, Paulli était de la même manière que le tabac, remonté contre le thé, dont on connaissait le caractère revigorant mais dont on soupçonnait qu'il pourrait conduire à des abus au même titre que l'alcool.
Le De catarrhis de Schneider, qui cite au moins Falckenburgius pour le contrer, se trouve bien évidemment dans les « contre ». En France il existe après le De catarrhis une volonté de rupture par rapport à la théorie catarrhale , , qui se manifeste de nouveau sous la forme d'une tabacologie médicale, qui tourne le dos à la théorie catarrhale, le Discours du tabac de Jean Royer de Prade de 1668.

#### LeCatarrhi deliramentade Van Helmont

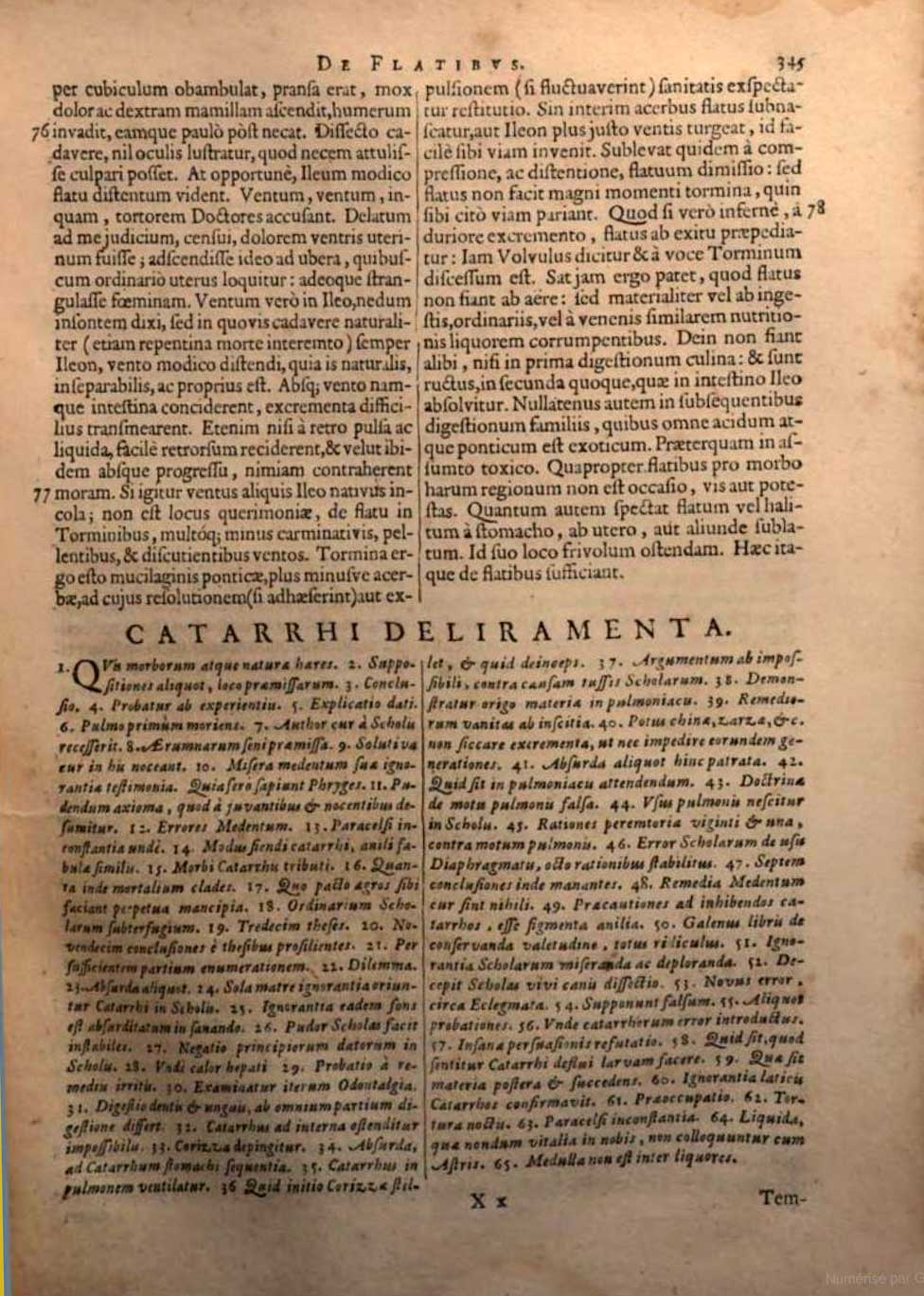
Jean-Baptiste-Van-Helmont.-Catarrhi deliramenta.- Ortus medicinae.1648

Le système de Galien a dominé toute la médecine jusqu'au XVIe siècle. Aussi sa théorie des catarrhes loin de rencontrer des adversaires resta non seulement telle qu'il l'avait émise, mais elle fut encore poussée plus loin. Guillaume de Baillou (1538-1616) dans ses Opera medica omnia de 1635 s'est prononcé de cette manière sur les catarrhes, :
« Nil tam vulgo jactatur quam catarrhi nomen, nil cujus et cognitionem et curationem nemo non profiteatur: nil in quo magis peccetur, et imprudenter quisque labatur: imò et imperita garrulaque anus et periclitator quilibet in catarrhis sistendis magnum quid pollicetur: et quo quis indoctior, eo curandi catarrhi peritior censetur. »
« Rien n'est si communément répandu que le nom de catarrhe, rien dont personne ne professe à la fois la connaissance et la guérison : rien dans lequel on se trompe plus, et où l'on tombe plus imprudemment : non, même une vieille femme ignorante et bavarde et un marchand de dangers promet de grandes choses pour arrêter le catarrhe : et plus on est ignorant, plus on est considéré comme expert dans la guérison du catarrhe. »
— traduction littérale
La théorie humorale antique, en ce qui concerne les catarrhes, a été réfutée par Jean-Baptiste Van Helmont (1579-1644) dans son Catarrhi deliramenta (chapitre de son Ortus medicinae de 1648 « L'absurdité des catarrhes »). Les vues de Jean-Baptiste Van Helmont (1580-1644) sur les catarrhes, sont restées largement isolées de celles de ses pairs, en raison de l'obscurité et de l'idiosyncrasie de son travail. Van Helmont a nié que les mucosités soient un produit des processus digestifs du cerveau, les attribuant plutôt à un agent local qu'il a appelé « custos » (« gardien ») à la base du cerveau. Malgré cela, et malgré son importance dans le démantèlement de la théorie catarrhale, il semble avoir accepté le passage du mucus à travers l'os ethmoïde,.

#### LeDe catarrhisde Schneider
Le médecin et professeur de l'Université de Wittemberg, Conrad Victor Schneider (1614-1680), dans son Osse cribriformi de 1655, puis dans son De catarrhis de 1660-62 et 1664, est le premier à prouver que le mucus ne se forme pas dans le cerveau et qu'il n'est pas sécrété dans la cavité nasale via l'os ethmoïde, l'os sphénoïde ou tout autre passage : il reconnait qu'il n'existe pas de connexion anatomique ouverte entre le cerveau et l'espace aérien nasal. Schneider découvre la muqueuse naso-sinusienne (tunica narium) comme lieu de production du mucus et réfute ainsi l'hypothèse de la production et de la sécrétion de mucus cérébral d'Hippocrate, de Galien et de Vésale. Il montre que la nature anatomique et physique du cerveau ne permet pas une telle hypothèse En reconnaissance des travaux de Schneider la muqueuse nasale a été nommée « membrana Schneideria », la membrane de Schneider (en) ; ou membrane schneidérienne ; on l'appelle toujours aussi « membrane pituitaire » pour rappeler la pituite antique,,.
Il place dans le sang la source du catarrhe ; sa substance est une éjection (éjectamentum) de la masse sanguine entière. Celui-ci est excrété du sang par les vaisseaux sous forme de mucus sur les différentes membranes du nez, du larynx, de la gorge, etc. Contrairement à l'opinion ancienne selon laquelle le cerveau est le foyer du catarrhe, il détermine qu'il est localisé dans les membranes du nez, du larynx et d'autres parties. La cause externe du catarrhe, où qu'elle se trouve, est l'estomac ; le catarrhe rénal (diarrhée) se trouve généralement dans l'air (pluie, brouillard) et provient de l'humidité agissant à travers les pores de la peau et pénétrant dans le sang. Certains catarrhes provoquent une inflammation des membranes du nez, du palais et du larynx. L'ingestion d'air impur provoque le déplacement de la masse sanguine, entraînant des rhumes épidémiques, des épidémies de coryza. D'ailleurs, diverses fièvres peuvent accompagner les catarrhes. Schneider détaille les types particuliers de catarrhe : coryza, catarrhe de la muqueuse antérieure, catarrhe des amygdales et de la luette, également appelé catarrhe de la muqueuse postérieure, catarrhe du larynx, branchus, qui repose sur une exsudation excessive dans le du larynx, et survient seul ou avec une affection simultanée des poumons et le catarrhus suffocativus, qui est dérivé de l'afflux rapide et abondant de sang principalement muqueux de la veine cave vers le cœur et les poumons., etc.
Depuis la découverte de Schneider jusqu'en 1751, des anatomistes vont s'appliquer sans succès à découvrir la structure de la membrane. Nicolas Sténon, Raymond Vieussens, William Cowper, James Drake, Collin, Jean-Baptiste Morgagni, Giovanni Domenico Santorini, Herman Boerhaave, Frederik Ruysch, Jacques-Bénigne Winslow ; et l'Encyclopédie de conclure: « cependant malgré leurs travaux, leurs injections, leurs macérations, il ne paroit pas qu’ils l’ayent encore parfaitement développée ».

#### LeDe catarrhisde Lower
Le célèbre anatomiste d’Oxford, Thomas Willis (1621-1675), dans son Cerebri Anatomi de 1664, était indécis sur la question soulevée par Schneider ; mais six ans plus tard, son assistant Richard Lower (1631-1691) est parvenu à une conclusion similaire à celle de Schneider dans son ouvrage homonyme de 1672, le « Lowerus » De catarrhis,.

#### Le traité de de Jean Royer de Prade

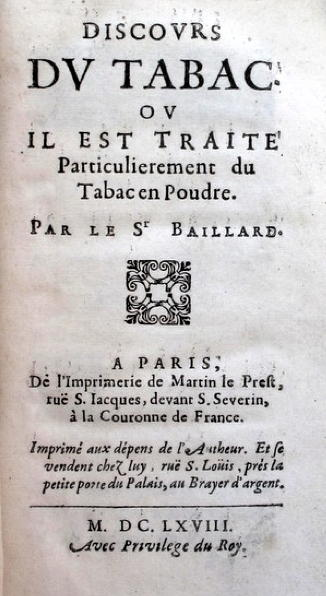
Discours du tabac, 1668. Page de titre.

En 1667, alors que rien ne le dispose à écrire un traité de médecine, Jean Royer de Prade (1624-168.) compose un étonnant traité sur le tabac, le Discours du tabac qu'il fera imprimer en 1668 à compte d'auteur et sous le pseudonyme d'« Edme Baillard ». Le traité témoigne de l'adaptation du discours médical relatif à la prise de tabac, qui a suivi la révolution conceptuelle initiée par le De catarrhis de Schneider. Plus que l'évoquer il développe de manière exhaustive les théories schneidériennes. Il tranche en ce sens de la Tabacologia de Neander : 

« Quant au palais, si la pituite arrivait jusque là, elle ne pourrait y trouver passage, puisque la membrane dont il est revêtu n'est percée en aucun endroit, et qu'elle est si épaisse et si serrée, que les vapeurs même ne la sauraient pénétrer. Ainsi il faut demeurer d'accord, que comme les excréments du cerveau y sont portés avec le sang par les artères, ils en sont rapportés par les veines, et qu'ils n'en peuvent sortir que par ces seuls conduits, la nature n'en ayant point fait d'autres »

— Jean Royer de Prade, dit « Edme Baillard », Discours du tabac, où il est traicté particulièrement du tabac en poudre, par le Sr. Baillard. 1668
Cependant, le tabac est sauf, comme le dit de Prade :

« Cela suppose, le Tabac en poudre pénètre dans les cavités du nez et de là dans la bouche et envoie par leurs veines sa vertu droit au cœur et du cœur par les artères à la tête et à toutes les autres parties du corps. »

Le traité de de Prade est dédié à Pierre Michon Bourdelot (1610-1684), dont l'auteur annonce qu'il fréquente les assemblées savantes. L'Académie Bourdelot (1610-1685) était une académie publique sous la protection du Grand Condé, une des plus célèbres du genre : les conversations médico-scientifiques de l'Académie de l'Abbé Bourdelot étaient un événement attendu, « par les futurs membres de l'Académie royale des sciences, par des savants étrangers de passage à Paris, par les ardents partisans de Descartes ou de Gassendi, et par toutes sortes d'alchimistes et de visionnaires qui épousaient les idées du passé ». Des comptes rendus de ces réunions ne sont publiés qu'à partir de 1677, ce qui nous prive de la connaissance des débats que les théories de Schneider avaient pu éventuellement susciter. Une seconde édition de 1677 du Discours du tabac de de Prade prend le nom d’Histoire du tabac : où il est traité particulièrement du tabac en poudre. Les deux traités ont été soumis à l'approbation de l'Académie de médecine dans lesquels apparaît en 1677 le nom de Mauvillain, médecin et ami présumé de feu Molière (1622-1673),.

La prise de tabac par le nez, avait été sur la prise en fumée, gratifiée d'une certaine somme d'indulgences de la part des médecins ; à cause de l'idée que le tabac réaliserait une « purge du cerveau ». Ce qui n'allait pas forcément de soi pour son utilisation récréative, comme l'avait exprimé un médecin de Leyde en 1644 : « qu'en est-il des personnes saines qui en continuent la pratique ». Depuis 1562, date de son « introduction honorable » auprès de Catherine de Médicis jusqu'en 1660, l'usage thérapeutique du tabac en sternutatoire s'était basé sur une aberration physiologique et anatomique. L'idée corrigée par le De catarrhis et amendée par de Prade, le tabac pouvait retrouver sa place parmi les puissants :
« Dans toutes les parties de notre monde, il s'est acquis une très grande estime. Il a la voix des cours aussi bien que celle des peuples. Il captive les plus hautes puissances. Il a part aux inclinations même des dames les plus illustres. Il est la passion de divers prélats, qui semblent n'en avoir point d'autres et qui ne peuvent pécher par excès qu'en l'usage innocent qu'ils en font à toute heure.

Aussi la plupart des médecins, pour lui faire l'honneur qu'il mérite, veulent qu'il soit reçu dans le cerveau et lui assignent même logement qu'à l'âme. Car selon leur opinion étant attiré par le nez, il prend pour entrer dans la tête le chemin qu'ils assignent à la pituite pour en sortir, et de cette façon il s'insinue dans les trous de l'os cribleux, […] 

Mais le Tabac ne saurait tenir ces diverses voies que l'on lui trace, et c'est une vérité désormais certaine, après ce que le fameux Schneider a si doctement écrit du cerveau dans son Traité des catheres. »
— Jean Royer de Prade. Discours du tabac. 1668
Ce discours est quelquefois mis en parallèle avec l'Éloge du tabac dans Le Festin de Pierre produit par Molière en 1665. Avec le développement de la secte cartésienne, les contemporains de Molières furent probablement témoins de toutes les associations possibles entre la prise de tabac et les propriétés nouvelles de la glande pinéale dans la physiologie de Descartes (le « logement qu'à l'âme ») ; le Discours sur le tabac de de Prade, qui s'en fait l'écho, pourrait n'en être qu'un des avatars ; elles seront développées en 1690, de manière satirique, dans le Voyage du monde de Descartes de Gabriel Daniel (1649-1728), sorte de « bad trip » cyranesque auquel on accède par la prise du « tabac cartésien », mélange spécial préparé par Descartes lui-même, qui s'est désincarné avant sa mort, et qui permet d'accéder au « Monde de Descartes  »; le philosophe Olivier Bloch s'est étendu sur les rapports de Molière au cartésianisme. Un siècle plus tard, le débat sur l'usage pseudo médical et récréatif du tabac en sternutatoire n'était pas éteint, exprimé de cette manière par un médecin d'Anvers en 1783 :

« Quel homme sensé oserait journellement prescrire un purgatif à quelqu'un sans autre raison que parce qu'il en fait des selles continuelles, à juste titre le dirait on destructeur de sa santé, pendant que voyant arriver la même chose à celui qui fait usage de tabac, on veut faire passer l'exhaustion d'une matière nécessaire au bien-être de la santé, pour très avantageuse. »

##### Épitaphe à Descartes

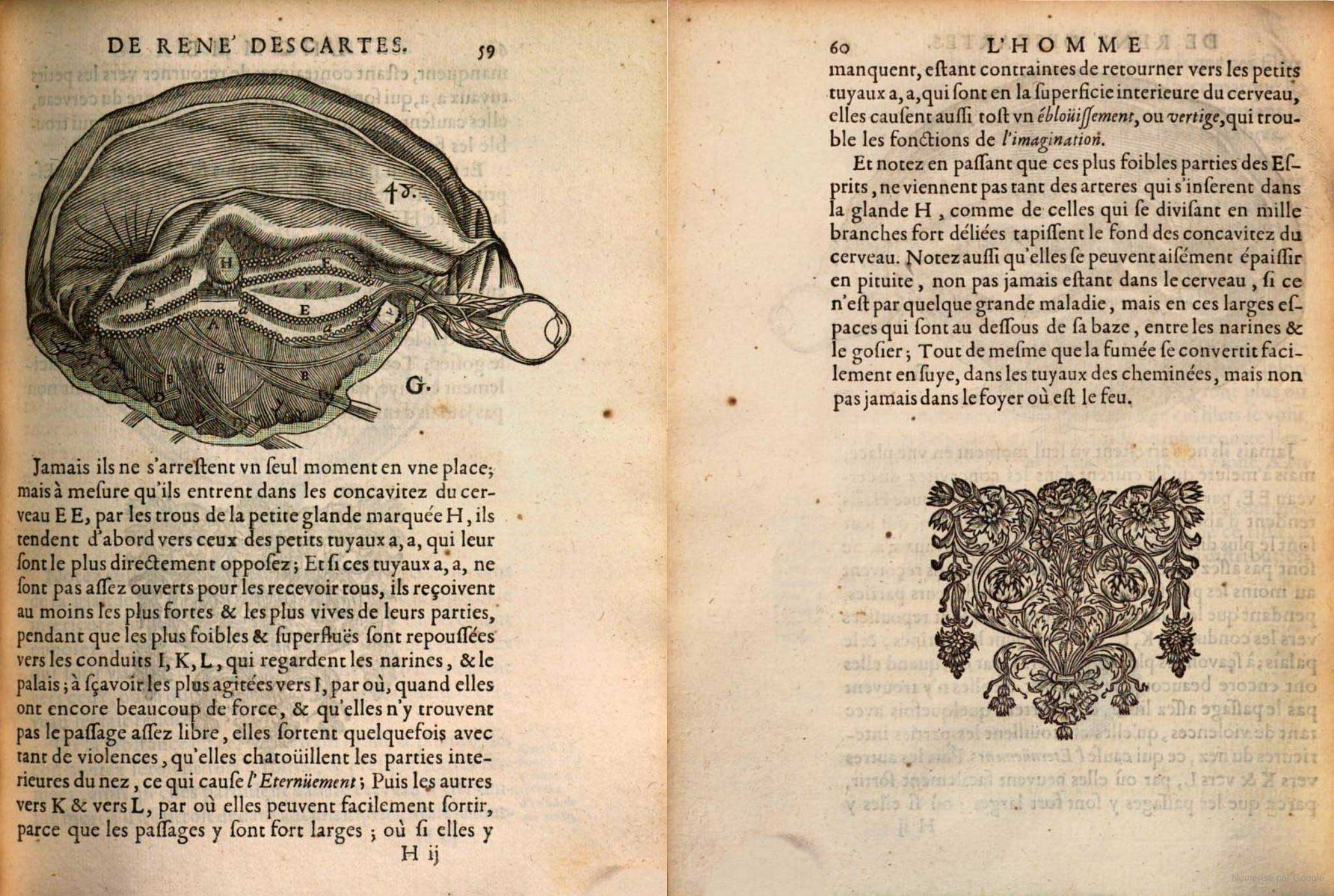
L'Homme. De René Descartes, Volume 2. page 59-60. H-La glande pinéale. E-les ventricules. Rédigé dans les années 1630 et publié de manière posthume, d'abord en 1662 en latin, puis en 1664 en français par Claude Clerselier, le traité s'appuyait des notions galénistes qui vont rapidement évoluer.

Une nouvelle glande, la glande conaire ou pinéale (conarium), apparaît dans le Discours du tabac de Jean Royer de Prade, et qui n'apparaissait pas dans le traité de Neander. C'est depuis Descartes (1596-1650), le « logement qu'à l'âme », particulièrement dans ses Passions de l'âme de 1649 et dans son traité de l'Homme, posthume de 1664, mais rédigé dans les années 1630. Les idées de Descartes s'articulaient autour d'observations anatomiques (il est fait mention d'une dissection à Leyde en 1637 coréalisée par Adriaen van Valkenburg et pendant laquelle Descartes a abordé le sujet de la glande pinéale,), et de concepts physiologiques, dont on convenait la rareté en face des défis relevés par Descartes,,,, et qui en dessinaient éventuellement les limites. Bien qu'il ait secoué le joug de la Scolastique dans son Discours de la méthode de 1637, Descartes adopte la notion d'esprits animaux héritée de l'antiquité, la pneuma ou πνεΰμα ψυχικóv / pneuma psychikon (les traducteurs latins en on fait des spiritus). Galien qui a opposé le cérébrocentrisme au cardiocentrisme d'Aristote, va faire de la pituite la partie excrémentielle du spiritus animalis dans les ventricules du cerveau. Cette conception assumée par le monde médiéval puis par la Renaissance, est reprise telle quelle par Descartes qui en fait le moteur des interactions corps-esprit,. La glande pinéale, dont Descartes fait le siège de l'âme, « sous prétexte qu'elle est la seule partie de l'encéphale qui ne soit pas double » (ou, conjugué, ce qui est inexact) draine et stockes les esprits et devient « le centre où aboutissent toutes les impressions sensorielles et d'où part la commande de tous les mouvements »,,.
Ces notions (esprits animaux), encore bien vivantes, et fort utilisées, de la vie de Descartes, vont rapidement évoluer; et probablement de manière radicale avec les théories schneidériennes. Dans le traité de L'Homme écrit en 1630 et publié 1664 par Claude Clerselier, il est alors question de données anatomiques et physiologiques dépassées. Un article du Journal des savants paru le 5 janvier 1665 permet cependant de douter de l'assimilation des théories schneidériennes à Paris: un lobby toujours actif brandit Riolan, Bartholin et du Laurens, un galénisme classique donc. L'article porte sur un ouvrage de Martin Schoock (1614 - 1669) le De Sternutatione tractatus copiosus, dans lequel il défend les théories schneidériennes.
Nicolas Sténon (1638-1686) dans ses Observationes anatomicae de 1662 a répondu très activement aux idées de Schneider, les peaufinant et en les poursuivant a fait un travail minutieux sur les glandes lacrymales, dans lequel il a nié l'origine cérébrale des larmes. Il lui appartient de conclure à propos de L'Homme de Descartes, dans son Discours sur l’anatomie du cerveau prononcé devant l’académie scientifique de Melchisédech Thévenot à Paris en 1665,,,,,. 

« Les amis de Monsieur Descartes qui prennent son Homme pour une machine, auront sans doute, pour moi la bonté de croire, que je ne parle point ici contre sa machine, dont j'admire l'artifice; mais pour ceux qui entreprennent de démontrer que l'homme de Monsieur Descartes est fait comme les autres hommes: l'expérience de l'Anatomie leur fera voir que cette entreprise ne leur saurait réussir. »

— Nicolas Sténon, Discours sur l’anatomie du cerveau. 1665

En 1668, Jean Royer de Prade qui se réclame de Descartes dans son introduction du Discours du tabac, vole au secours Descartes, tentant de concilier les discours cartésien, schneidérien et tabagique; la pituite bien évidemment ne saurait demeurer dans les ventricules du cerveau,, :

« Si la pituite, qui est acre, salée, et souvent corrompue, séjournait dans ces ventricules, comme il arrive souvent au jugement de ceux de l'opinion contraire, […]
Elle ôterait au cerveau sa blancheur, qu'il ne quitte point; elle infecterait continuellement la partie la plus éminente de l'homme, et ferait un cloaque du siège de l'âme, »

— Jean Royer de Prade., Discours du tabac. 1668
Après que la théorie catarrhale se soit effondrée, des anatomistes comme Michael Ettmüller ont tenté de remplacer la pituite par le système lymphatique ; et le Néerlandais Anton Nuck (de) (1650-1692) dans son Adenographia de 1690 a tenté de faire de la glande pinéale le centre de production de la lymphe ; de là l'épitaphe de Nuck pour la glande pinéale cartésienne, dont les expériences ont montré par la suites qu'elle n'agissait pas différemment des autres glandes et n'était pas le siège de l'âme ou du sensus communis,,,.
Comme l'énonce Karl Jaspers dans Descartes et la philosophie en 1938, l'influence de Descartes sur les sciences naturelles « a été nulle, inexistante ou même gênante »,,. Quant à l'âme, comme l'énonce L'Encyclopédie en 1751, on n'a plus su où la mettre.

#### LeDe Sternutationede Schoock
La fin de la théorie catarrhale signifie aussi une modification de la théorie des éternuements. En 1665, paraît le De Sternutatione tractatus copiosusdu philosophe Martin Schoock (1614 - 1669), commenté dans le premier numéro du Journal des savants de Denis de Sallo de 1665. Il y traite à la fois de des aspects médicaux et culturels des éternuements. C'est un témoignage intéressant sur le changement d'opinion au contact de l'œuvre de Schneider. Le Journal annonce que le traité a déjà été publié 15 ans plus tôt (De sternutatione tractatus de 1649) et que l'auteur en 1664 a complètement changé d'opinion,:

« Car au lieu qu'il tenait dans la première édition que l'éternuement vient de l'irritation du cerveau, qui tâche de chasser par le nez quelque matière acre et piquante, enfermée principalement dans les ventricules ; il tient dans cette dernière édition, que l'éternuement vient seulement de l'irritation de la membrane inferieure des narines; qui étant fort sensible, ne peut rien souffrir qui l'incommode, et s'efforce par une contraction violente de s'en délivrer, sans que le cerveau y concoure aucunement. Ce sont les raisons que Scheneiderus allègue pour prouver que l'os ethmoïde n'est pas percé, qui ont obligé cet auteur à changer d'avis. »

L'auteur de l'article dans le Journal des savants démontre qu'à Paris, il reste un noyau de conservateurs qui se rangent derrière les avis de Riolan, Bartholin et du Laurens:

« Mais quelques-uns croient, qu'il eut mieux fait de demeurer dans la première pensée. Car premièrement l'autopsie enseigne qu'il se trouve parfois dans les ventricules du cerveau une matière aqueuse, capable de causer cette irritation. De plus Riolan, Bartholin, du Laurent; en un mot, tous les plus habiles Anatomistes remarquent quelques trous ou fentes dans l'os ethmoïde, par où le cerveau se peut décharger. Enfin si ni l'air, ni les odeurs ne se portent point au cerveau, manque de passage, ainsi qu'il l'enseigne: d'où vient que les odeurs trop fortes causent une douleur de tête? A quoi serviront les nerfs olfactoires? Ou mettra t'on l'organe de l'odorat? Ou si l'on pense le mettre dans les narines, quelle communication y aura-t-il de ce sens externe avec le commun, »

Ce liquide décrit par différents anatomistes est le liquide céphalorachidien, dont la connaissance moderne est attribuée à Emanuel Swedenborg (1688-1772), Albrecht von Haller (1708-1777) et François Magendie (1783-1855),.

##### Dieu vous bénisse
Schoock traite des aspects culturels des éternuements, particulièrement de la bénédiction des éternuements. On voit dans les discours moraux et religieux des franges les plus radicales de la pensée protestante à la fin du XVIe siècle, une volonté de mettre un terme aux traditions païennes de bénédiction des éternuements, des discours qui s’appuient apparemment sur des affirmations de la nature de l’éternuement lui-même. Le 4 juillet 1640, le théologien néerlandais Gisbertus Voetius (1589-1676) avait tenu débat sur la superstition, abordant en appendice, le thèmes des éternuements. Schoock avait été le disciple de Voet à Utrecht, et tous deux collaborèrent à une critique de Descartes en 1643, l'Admiranda methodus qui s'est terminée devant les tribunaux. Acculé, Voet a accusé Schoock ce qui l'a conduit en 1645 en prison, et à une rupture irréconciliable. L'amertume qui en a résulté a duré toute une vie et Voet en est venu à symboliser pour Schoock non seulement un ennemi personnel, mais aussi une vision du monde d'une rigueur déplacée, un « pseudo-précisionisme » qu'il a longuement attaqué dans son De praecisitate vera de 1658. Lorsque Schoock est venu aborder le sujet de l'éternuement, prenant délibérément le contre-pied de Voet, il a adopté un parti-pris « anti-précisionniste »,. En 1712, l'érudit et historien français, Henri Morin (1655–1728), a présenté dans les Mémoires de l'Académie royale des inscriptions et belles-lettres, un mémoire sur la coutume de bénir ceux qui éternuent, dans laquelle il a fait la démonstration de son ignorance anatomique (l'éternuement est une « évacuation du cerveau » ), et de terminer sur les sternutatoires, devenus « d'un usage si commun et si fréquent, qu'il est fort rare aujourd'hui de voir sortir du sein de la nature ces fonctions salutaires »,. Comme chez Schoock, dans L'Encyclopédie, 1re édition, en 1751, l'éternuement est entièrement nasal et désacralisé, et la coutume de la bénédiction est autorisée pour des raisons de civilité : Louis de Jaucourt l'a de cette façon exprimé de manière désabusée:

« Enfin, tous les présages tirés des éternuements ont fini, même parmi le peuple; mais on a conservé religieusement jusqu’à ce jour dans les cours des princes, 
ainsi que dans les maisons des particuliers, quelque marque d’attention et de respect pour les supérieurs qui viennent à éternuer. C’est un de ces devoirs de civilité de l’éducation, qu’on remplit machinalement sans y penser, par habitude, par un salut qui ne coûte rien, & qui ne signifie rien, comme tant d’autres puérilités dont les hommes sont & dont ils seront toujours esclaves. »

#### LeDisputatio anatomica de glandulis orisde Sténon
Deux théories, cardiocentrique et neurogénique, ont prévalu depuis l'antiquité pour la production des larmes ; qui à la suite de Schneider ont toutes deux été abandonnées
. Nicolas Sténon (1638-1686) dans ses Disputatio anatomica de glandulis oris de 1661, puis dans ses Observationes anatomicae de 1662 a répondu très activement aux idées de Schneider, les peaufinant et en les poursuivant a fait un travail minutieux sur les glandes lacrymales, dans lequel il a nié l'origine cérébrale des larmes.
La conception qui a précédé immédiatement les théories schneidériennes étaient que les larmes provenaient du même processus que la pituite à travers l'os sphénoïde, ou à travers l'os cribleux de l'ethmoïde. Cette théorie est assumée par exemple par François Rabelais dans Gargantua (1534), Giulio Cesare Casseri (1561–1616), Descartes (Les Passions de l'âme, 1649, par. 2, art. 128, 130 et 131, etc.). Mais même après Schneider et Sténon, Isbandis de Diemerbroeck en 1672 dans son Anatome corporis humani de 1672 (traduit en français sous le titre L'anatomie du corps humain, en 1695) pouvait dire « Dans la tristesse les membranes du cerveau, conjointement avec le cerveau même, se retirent et se resserrent; d'où vient que les humeurs séreuses du sang artériel (auxquelles ce viscère humide et visqueux communique un peu de viscidité) sont exprimées des glandes de l'écorce et de la substance même du cerveau (dans les petits vaisseaux et dans les pores duquel il se porte beaucoup de sang artériel) comme aussi de la glande pituiteuse et des petites glandules du plexus choroïde, dans les ventricules, et de ceux-ci elles tombent en abondance par les productions papillaires, et par les pores de l'os cribleux, dans les parties fongueuses des narines intérieures: et comme à cause de leur quantité ou viscidité elles ne peuvent pas les traverser si promptement, les plus subtiles et les plus séreuses sortent par les trous étroits lacrymaux qui sont sur les côtés, et se portent dans les grands angles des yeux, on en les mouillant entièrement, et s'écoulant an dehors, elles forment les larmes, etc. ». Et pour les larme en cas de rire :

« Les larmes qui s'écoulent dans les grands excès de rire ont la même cause ; car, dans cette contraction alternative des muscles de la tête et aussi du cerveau et de ses membranes, il se fait du cerveau et des glandes dont on a parlé ci-dessus, une forte expression de ces humeurs séreuses dans les ventricules, et d'eux dans les productions papillaires d'où elles s'écoulent au palais, aux narines, etc. »

En observant que les membranes des animaux vivants sont toujours humides, Sténon avait été amené à cette théorie, que ces membranes doivent leur humidité à des glandes ; et, se mettant à la recherche de glandes dans le nez, il en découvrit une grande abondance au-dessous de la muqueuse de Schneider. Il découvrit de plus chez le mouton et chez le chien une grande glande nasale conglomérée séparée. Se rappelant de quelque manière les canaux avaient été ménagés pour évacuer le liquide de l'œil, Sténon découvre des canaux qui pouvaient servir à cette fin, à peu près de la même manière que les ouvertures antérieures et postérieures de la cavité nasale, le conduit palatin antérieur ou incisif (parfois appelé canal incisif de Stensen).
Comme résultats essentiels de ses recherches jusqu'à cette date, Sténon avait notamment établi que tous les vaisseaux lymphatiques sont reliés à des glandes, le lieu de formation de la lymphe étant inconnu.

##### La lymphe
La théorie humorale a survécu à la ruine de la doctrine catarrhale antique. Vers l'époque à laquelle écrivait Schneider, le système lymphatique a été découvert par Olof Rudbeck et Thomas Bartholin et sur le champ la lymphe a remplacé la pituite; On donna à la lymphe le rôle que les anciens avaient attribué à la pituite dans la production des maladies. Michael Ettmüller en 1699 fût l'un des premiers qui s'empara du fluide lymphatique et en fit la cause d'une foule d'affections diverses ; et les catarrhes ne furent pas oubliés,:

« C'est donc la lymphe qui pêche en quantité, ou en qualité, & particulièrement en aigreur, ou en trop de salure qui fait la matière des catarrhes. Les sources de la lymphe, sont les glandes, d'autant qu'au rapport de Stenon, il n'y a point de vaisseau lymphatique dans le corps qui ne parte d'une glande, ne se termine en une ou qui ne glande. »

Un travail acrobatique a commencé pour dégager de la pituite, les « esprits animaux », concept physiologiquement utile, au moins jusqu'au expériences galvaniques de stimulation électrique des nerfs dans les années 1770. Le Néerlandais Anton Nuck (de) (1650-1692) dans son Adenographia de 1690 a voulu faire de la glande pinéale le centre de production de la lymphe; de là son épitaphe à la glande pinéale de Descartes,.

#### Les esprits animaux
Avec les théories schneidériennes la pituite, et à fortiori les esprits animaux ne pouvaient plus subsister tels quels et/ou devaient disparaitre.
Depuis l'Antiquité jusqu'au XVIe siècle, en se basant sur les croyances d'Hippocrate et de Galien, on pensait que le pneuma ou πνεΰμα ψυχικóv / pneuma psychikon, traduit en spiritus animalis et en français les esprits animaux, sorte de vapeur conduisant les processus mentaux, était situé dans les ventricules cérébraux. Le liquide céphalorachidien ne fut correctement reconnu que par Emanuel Swedenborg, en 1747, Domenico Cotugno en 1764, François Magendie en 1815, Key (en) et Retzius en 1875. Mais avant ceux-ci André Vésale, Costanzo Varolio, Francis Glisson et Albrecht von Haller étaient tous conscients du fait qu’il n’y avait pas de « pneuma psychikon » dans les ventricules cérébraux, mais plutôt du liquide céphalo-rachidien.
Chez Platon ou Aristote, le pneuma a eu plutôt un rôle dans leurs théories physiologiques ou météorologiques. Chez les stoïciens , leur théorie philosophique du pneuma est une adaptation des doctrines médicales de l'époque. Loin de lui donner une essence spirituelle, Cléanthe, Posidonios, Sénèque ou Marc Aurèle vont lui donner une matérialité, et l'évolution du terme : « n'aboutit qu'à faire concevoir le pneuma comme une matière particulièrement subtile, supérieure aux éléments ordinaires, ou bien à lui retirer les fonctions les plus élevées de l'activité psychique. ». Dans les écoles médicales; les vues d'Érasistrate, celles de l'école pneumatique et de Galien, le pneuma devient un facteur grossièrement matériel, sans relation directe avec les fonctions psychiques supérieures : « Galien distingue un pneuma psychique, constitué d'une matière fort subtile et reliant en quelque sorte le corps à l'âme mais par le fait même ce pneuma n'entre plus dans la constitution de l'âme, à laquelle sont réservées les fonctions d'ordre spirituel, telles que la pensée. ». Il existe une spiritualisation du Pneuma d'origine judéo-chrétienne.
Galien donne la première étude topographique des ventricules cérébraux qu'il incorpore dans sa théorie pneumatique. Du cœur, l'esprit vital atteint le rete mirabilis (« structure bovine mais non humaine ») s'y transforme en esprit animal dans lequel sont distinguées : une partie utile rassemblée dans les ventricules du cerveau, qui passe par le système nerveux pour aboutir aux organes des sens et aux muscles ; une partie excrémentielle selon deux formes: l'une gazeuse s'éliminant par les sutures crâniennes et les sinus aériens du crâne; l'autre, liquide, la pituite qui s'élimine par le nasopharynx. Différent théories affectent à chacun des 3 ventricules les facultés psychique : imagination, cogitation, mémoire. Tout le Moyen Age a brodé sur ces données fondamentales.
Les Anciens croyaient que les nerfs étaient de petits tubes pourvus de valvules ou soupapes, dans lesquels circulaient les « esprits animaux ». Pour Ambroise Paré : « Tel esprit est communément fait triple: animal, vital, et naturel. L'esprit animal prend sa source dans le cerveau et est distribué par les nerfs. C'est par lui que l'âme agit. Il gouverne les sensations, le mouvement et la mémoire. », ; et les nerfs sont les « voies et instruments ou organes de l'esprit animal et des facultés portées par iceux ».
Henricus Regius (1598-1679) a enseigné dans sa Philosophie Naturelle, que les nerfs étaient munis de valvules dans toute l'étendue de leur trajet,; et Descartes dans son traité de L'Homme, seulement dans les points où ils se divisent en plusieurs rameaux pour pénétrer dans les muscles. L'opinion que les nerfs étaient creux a persisté longtemps après la découverte du microscope, à cause d'une aberration optique des cylindres réguliers transparents. Pour Descartes, la machine corporelle détient le principe de ses mouvements, consécutifs de la circulation dans les nerfs des esprits animaux, et la pituite est un épaississement de ceux-ci qui se produit dans la maladie, dans le nasopharynx. La physiologie de Descartes dans L'Homme a été publiée trop tard, alors que les théories schneidériennes avaient commencé à faire leur nid, et a été réfutée par Nicolas Sténon.

### Du rhume de cerveau
À la suite du traité de Schneider le fossé entre Anciens et Modernes s'est agrandi, comme le dit Jean Bouillet (1690-1677) en 1744. Bouillet formule la pensée scientifique de l'époque sous forme de credo en cinq point « I. Je suis persuadé qu'en santé il ne s'amasse rien dans les Ventricules du Cerveau, à quoi l'on puisse donner le nom de Pituite au sens que les Anciens donnaient à ce mot,... ». Toutefois en dernier ressort, il ne peut s'empêcher de donner encore du crédit à la conception ancienne de « rhume de cerveau » :

« Comme les Anciens & les Modernes ne sont pas d'accord sur les sources d'où coule la matière du Catarrhe en général que les uns ont voulu que cette matière ne vint uniquement que de la tête, & que les autres au contraire ont prétendu qu'il ne partait rien de la tête, & qu'il n'y avait même aucun Catarrhe, auquel, à proprement parler, on put donner le nom de Rhume de Cerveau, j'ai cru de voir examiner la chose de près; et après un mûr examen, j'ai reconnu que si les Anciens s'étaient mépris à l'égard de l'origine du plus grand nombre des Fluxions Catharreuses, les Modernes n'avaient pas moins donné dans l'erreur en rejetant absolument tout Rhume de Cerveau. »

— Jean Bouillet, Les éléments de la médecine pratique tirés des écrits d'Hippocrate et de quelques autres médecins anciens et modernes. 1744
Selon Anatole-Félix Le Double, la croyance en 1899 en une communication entre le crâne et les fosses nasales était demeurée vivace « dans le peuple », qui donnait encore le nom de « rhume de cerveau » au rhume banal.

### Le mot tombe en désuétude auXXesiècle
Dans la première édition du Dictionnaire de l'Académie françoise de 1694, « Caterre » n'obtient que la définition sibylline de « Fluxion qui tombe sur quelque partie du corps. Grand catarre, catarre suffocant, il lui est tombé un catarre sur la joue, sur la poitrine. » ; et dans le Grand Dictionnaire des termes des arts et des sciences Par M. de Académie Françoise de 1694, le terme n'apparaît tout simplement pas.

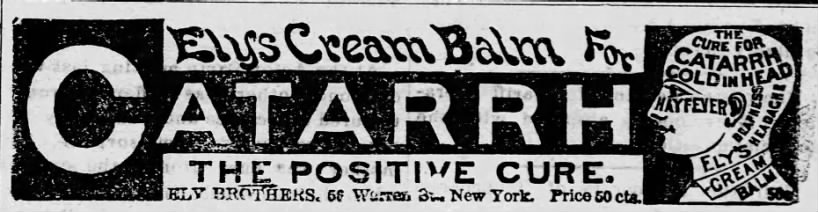
Une publicité en anglais de 1896 pour le baume crème Elys, un remède contre le catarrhe.

Déjà Schneider avait admis que les catarrhes peuvent être de nature inflammatoire. Pour William Cullen le catarrhe consiste dans la « détermination augmentée des fluides vers la membrane muqueuse du nez de la gorge et des bronches jointe à un certain degré d'inflammation ». Une école physiologique ne voit naturellement dans les catarrhes que des « phlegmasies primitives ou sympathiques » des membranes muqueuses avec hypersécrétion de mucus. 
Le mot catarrhe est à la fin du XIXe siècle devenu à peu près synonyme d'inflammation de toute membrane muqueuse. Carl Friedrich Theodor Krause (de) (Handbuch der menschlichen Anatomie. 2e éd. Hanovre. 1841. Vol. I. p. 116) décrit cette membrane muqueuse qui au-delà de l'appareil respiratoire, inclut désormais l'appareil digestif, l'appareil uro-génital tant masculin que féminin. Le terme catarrhe a été conservé, mais la source antérieure a été complètement oblitérée dans l'esprit des médecins. Alors que l'organe sécrétoire du catarrhe était reconnu dans toute son étendue, la typologie des catarrhes s'est étendue : des dénomination de « catarrhe  » ont été donnés selon les parties affectées des muqueuses, selon la maladie formée, son caractère, son évolution et ses symptômes. Le nom de « grippe  » par exemple a été donné au XVIIIe siècle par Sauvages (le nom d'« influenza » lui a été conféré en 1802 par John Huxham, lors de son passage à Milan et à Venise), mais avant cela des noms en catarrhe lui ont été donné par différents auteurs :catarrhus febrilis, febris catarrhosa, catarrhus epidemicus, febris catarrhalis epidemica, synochus catarrhalis, catarrhus a contagio, morbus catarrhalis, fluxio catarrhalis, synochus catarrhalis, etc.,.
Le mot « catarrhe » n’est plus aujourd'hui aussi largement utilisé dans la pratique médicale, principalement parce que des mots plus précis sont disponibles pour chaque maladie particulière. Le CNTRL lui donne aujourd'hui la définition d'« Inflammation et hypersécrétion des muqueuses, particulièrement des voies respiratoires ».